# 小行星4648
小行星4648（英語：4648 Tirion）是一颗围绕太阳公转的小行星。1931年10月18日，卡尔·威廉·雷睦斯在海德堡发现了此天体。
这颗小行星的绝对星等为123.16827等。